# Эстераза
Эстеразы — ферменты, катализирующие в клетках гидролитическое расщепление сложных эфиров (англ. esters) на спирты и кислоты при участии молекул воды (гидролиз).
Эстеразы принадлежат к классу гидролаз. Они участвуют в реакциях расщепления сложноэфирной связи в органических соединениях.

## Классификация
К эстеразам в широком смысле слова относятся: липазы, фосфатазы, сульфатазы и собственно эстеразы. К последним принадлежат многочисленные специфические ферменты: холинэстераза, хлорофиллаза, танназа, пектаза и др.

## Биологическая роль
Эстеразы обнаружены у животных, высших растений и микроорганизмов.
Так, липаза расщепляет жиры с образованием глицерина и жирных кислот; щелочная фосфатаза гидролизует фосфорные эфиры, нуклеазы — нуклеиновые кислоты.
Некоторые ферменты могут действовать за пределами клетки, внутри неё или в составе клеточной мембраны, участвуя в различных типах пищеварения.
У животных и человека они присутствуют в соке поджелудочной железы (панкреатическая липаза), в молоке, печени (печёночная липаза), стенках кишечника, крови и других тканях.